# Рамон Азіз
Рамон Азіз (англ. Ramón Azeez, нар. 12 грудня 1992, Абуджа) — нігерійський футболіст, півзахисник іспанської «Альмерії» та національної збірної Нігерії.

## Клубна кар'єра
Народився 12 грудня 1992 року в місті Абуджа. Вихованець футбольної академії «Ф'ючер Про Академі».
У дорослому футболі дебютував 2011 року виступами за команду «Альмерія Б», в якій провів два сезони, взявши участь у 59 матчах чемпіонату. Більшість часу, проведеного у складі другої команди «Альмерії», був основним гравцем команди.
У складі головної команди «Альмерії» дебютував 2012 року.

## Виступи за збірні
2009 року дебютував у складі юнацької збірної Нігерії, взяв участь у 7 іграх на юнацькому рівні, відзначившись 1 забитими голами.
Протягом 2011–2012 років залучався до складу молодіжної збірної Нігерії. На молодіжному рівні зіграв у 9 офіційних матчах, забив 1 гол.
2014 року дебютував в офіційних матчах у складі національної збірної Нігерії.

## Титули і досягнення
- Чемпіон Африки (U-20): 2011